# Tinamú olivaci
El tinamú olivaci (Tinamus major) és una espècie d'ocell de la família dels tinàmids (Tinamidae) que habita la selva humida de la zona neotropical, a una gran àrea que va des del sud de Mèxic, a través d'Amèrica Central, fins a Colòmbia, Veneçuela, Guaiana, Equador (ambdós vessants dels Andes), est del Perú, nord de Bolívia i l'Amazònia del Brasil.